# Pseudopimelodus
Pseudopimelodus (Псевдопімелодус) — типовий рід риб родини Pseudopimelodidae ряду сомоподібні. Має 5 видів. Наукова назва походить від грецьких слів pseudes, тобто «несправжній», pimele — «широкий», odous — «зуби».

## Опис
Загальна довжина представників цього роду коливається від 9 до 69 см. Голова коротка, широка, сильно сплощена. Очі маленькі. Є 3 пари коротеньких вусів. Тулуб масивний, подовжений. Спинний плавець широкий, нахилено назад. Жировий плавець порівняно великий, округлий. Грудні плавці витягнуті. Черевні плавці короткі і широкі. Анальний плавець з короткою основою. Хвостовий плавець частково розділено, з широкими лопатями.
Забарвлення коливається від блідо-бежевого до чорного кольору. В області спинного, жирового, в основі хвостового плавця проходять поперечні темні, контрастні широкі смуги.

## Спосіб життя
Біологія вивчена недостатньо. Це демерсальні риби. Воліють до прісної води. Вдень ховаються серед каміння та рослин. Активні вночі. Живляться водними безхребетними, рибою, водоростями та детритом.

## Розповсюдження
Мешкають у басейнах річок Амазонка, Парагвай, Уругвай, Магдалена, Сан-Франсіско, Парана, Ла-Плата і озері Маракайбо.

## Види
- Pseudopimelodus bufonius
- Pseudopimelodus charus
- Pseudopimelodus mangurus
- Pseudopimelodus pulcher
- Pseudopimelodus schultzi